# A Filha de Satanás
Beyond the Forest (bra/prt: A Filha de Satanás) é um filme noir estadunidense de 1949, do gênero drama criminal, dirigido por King Vidor, e estrelado por Bette Davis e Joseph Cotten. O roteiro de Lenore J. Coffee foi baseado no romance homônimo de 1945, de Stuart D. Engstrand.
O filme marca a última aparição de Davis como atriz contratada da Warner Bros., após dezoito anos no estúdio. Durante várias vezes, ela tentou deixar o elenco do filme (o que só fez com que os custos de produção aumentassem), mas a Warner se recusou a liberá-la de seu contrato de trabalho. Ela mais tarde se lembrou da produção como "um filme terrível", que continha "a cena de morte mais longa já vista na tela".

## Sinopse
Presa a um casamento sem amor com o doutor Lewis (Joseph Cotten), Rosa Moline (Bette Davis) sonha em trocar a cidadezinha em que vive pela cidade grande. Ela planeja seduzir o rico empresário Neil Latimer (David Brian), de Chicago, com quem comete adultério. Desesperada para casar-se com Latimer, ela pede a Lewis que acabe com sua gravidez. Diante da recusa dele, Rosa salta de uma colina e consegue abortar, mas isso traz consequências inimagináveis para sua vida.

## Elenco
- Bette Davis como Rosa Moline
- Joseph Cotten como Dr. Lewis Moline
- David Brian como Neil Latimer
- Ruth Roman como Carol Lawson
- Minor Watson como Moose Lawson
- Regis Toomey como Sorren
- Dona Drake como Jenny
- Sarah Selby como Mildred Sorren
- Mary Servoss como Sra. Wetch
- Ann Doran como Edith Williams (não-creditada)

## Produção
As cenas que apresentam a cidade mítica de "Loyalton, Wisconsin" foram realmente gravadas em Loyalton, Califórnia, uma vila pequena e pitoresca no Condado de Sierra.
A produção de "Beyond the Forest" obteve vários contratempos na relação de Vidor e Davis que influenciaram a avaliação de ambos sobre o filme após sua conclusão.
O historiador de cinema David Melville sugeriu que a Warner Bros. ofereceu o papel de Rosa Moline à Bette Davis antecipando que ela rejeitaria participar da produção, um movimento que permitiria aos executivos anular seu contrato. Após dezoito anos no estúdio e com outros dez para cumprir, ela ameaçou deixar as filmagens pela metade caso Jack L. Warner não a liberasse. As reclamações constantes de Davis sobre Vidor estimularam os executivos da Warner a cancelar o contrato dela, e com todos os problemas que estavam sendo criados por ela, Warner deixou-a ir.
Vidor e Davis brigaram pela direção do filme durante as filmagens. Em uma cena especialmente dramática, onde Davis repreende seu "marido médico enfadonho, embora decente", Vidor exigiu "maior veemência" em sua fala. Em resposta, Davis procurou Jack Warner para pedir que Vidor fosse substituído por outro diretor, o que Warner recusou. Vidor não soube do pedido até a conclusão das filmagens.
Por causa do código de produção, a produção não pôde utilizar todos os elementos existentes no romance. A versão final do filme apareceu sem a sequência do aborto de Rosa, embora ela claramente procure a ajuda de um médico especialista nisso (a placa na porta de seu consultório indica que ele é um psiquiatra, mas isso só foi utilizado como uma forma de driblar o código). Vidor só descobriu a mudança nas sequências do filme quando o assistiu em um cinema local.

## Recepção
Bosley Crowther, em sua crítica para o The New York Times, rejeitou o filme após seu lançamento, escrevendo:
"Para ter certeza, o roteiro de Lenore Coffee oferece pouco para se fazer, mas percorre as banalidades usuais de uma história de infidelidade ... Para aqueles que não foram envergonhados por alguma pretensão em um tempo razoavelmente longo, vamos recomendar o clímax deste filme incrivelmente artificial—com a cena final em que a moça, aparentemente com dor por causa de um grave caso de peritonite, arrasta-se para fora da cama, caminha até o espelho, passa maquiagem em seu rosto e se veste com roupas desgrenhadas. Com o refrão chocante de 'Chicago' martelando sua cabeça, ela paga por suas loucuras e seus pecados egoístas. Uma experiência e tanto, diríamos ... Não querendo ser modesto, mas não vemos nenhum 'Oscar' para este filme".
Escrevendo em 2004, Dennis Schwartz também foi desdenhoso, resumindo o enredo como um "melodrama bombástico", mas observando que "o único valor redentor do filme está em sua apresentação quase exagerada, o que pode deixar alguns na platéia entretidos com a atuação exagerada da parte de Bette (ela se caricatura) e a intensa, mas risível, história de novela". Por outro lado, escritores especialistas no movimento noir, como Alain Silver, encontraram mérito no filme: "A visão de King Vidor de um melodrama em uma pequena cidade estadunidense nunca é mais sombria do que em Beyond the Forest ... onde a disposição de elementos formais possui o rigor e, por vezes, o exagero de uma tragédia euripidiana. A revelação de que a "maldade" de Rosa Moline é algo forçado a ela por causa de um ambiente repressivo é o que transforma a peça apaixonada de Vidor de uma versão atualizada de Madame Bovary em um filme noir".
Em fevereiro de 2020, o filme foi exibido no 70.º Festival Internacional de Cinema de Berlim, como parte de uma retrospectiva dedicada à carreira de King Vidor.
Em certa parte do filme, Bette diz: "What a dump!", uma frase que mais tarde se tornaria "imortal" (nas palavras de Leonard Maltin). Para alguns, este é o ponto alto do filme, já outros dizem que é o que dá ao filme uma avaliação perfeita, mesmo com ele estando em diversas listas que classificam os piores filmes de todos os tempos, feitas por historiadores especialistas.

### Censura
O filme originalmente recebeu uma classificação 'C' por causa de seus elementos de aborto. Essa classificação inicialmente impactou a bilheteria do filme, forçando o estúdio a negociar cortes para que a produção fosse reclassificada como 'B'.

### Bilheteria
De acordo com os registros da Warner Bros., o filme arrecadou US$ 1.331.000 nacionalmente e US$ 407.000 no exterior, totalizando US$ 1.738.000 mundialmente.

## Tema

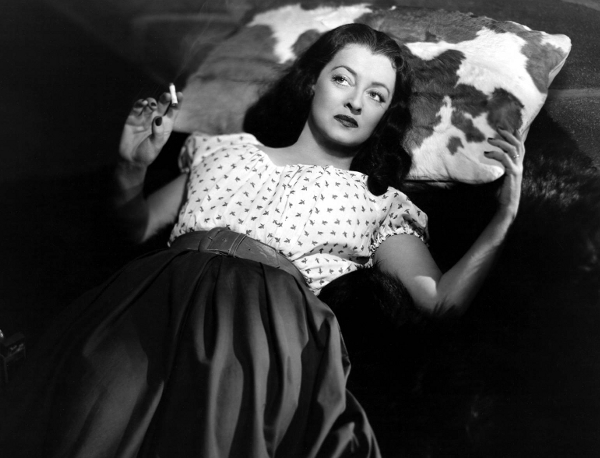
Bette Davis em cena do filme.

Em seu romance homônimo de 1948, Stuart D. Engstrand descreve a anti-heroína Rosa Moline como a "[Madame] Bovary de Wisconsin", uma referência à personagem Madame Bovary, do romancista do século XIX Gustave Flaubert. Rosa, que se considera vítima da "mediocridade burguesa" é a "moça de uma cidadezinha tão consumida pelo desejo de estar na cidade grande [Chicago], que se torna o que parece ser uma caricatura extravagante de si mesma".
A representação que Vidor criou da personagem transmite uma simpatia pela força vital de Rosa, "por mais frustrada e perturbada que ela seja". Vidor diverge da visão social de Flaubert, que expressa uma simpatia genuína pela cidadezinha industrial e suas relações comunitárias, coisas que Rosa considera repulsivas.
O destino há muito procurado por Rosa, Chicago, é retratado como um domínio ameaçador com opressão industrial pesada, intensificado pela trilha sonora de Max Steiner, que enfatiza a "brutalidade" da cidade. Em contraste, Vidor retrata a indústria rural na cidadezinha de Loyalton, Wisconsin, como compatível com o "ritmo humano" de vida em uma comunidade local.

## Legado
Who's Afraid of Virginia Woolf?
O melodrama noir de Vidor que retrata uma mulher de meia-idade presa em uma cidadezinha que ela despreza enquanto é casada com um marido que ela não ama, é referenciado na peça teatral "Who's Afraid of Virginia Woolf?" (1962), de Edward Albee, e no filme homônimo de 1966, estrelado por Elizabeth Taylor e Richard Burton. O casal Martha e George, cujo relacionamento remete ao mesmo de Bette Davis e Joseph Cotten no filme de Vidor, conversam sobre uma cena de "Beyond the Forest", que começa com Martha invocando a agora famosa frase, "What a dump!" ("Que lixo!"), de Davis:
"'Que lixo!' Ei, de onde é isso? 'Que lixo!'"
"Como devo saber o que..."
"Ah, vamos! De onde é? Você sabe..."
"...Martha..."
"DE ONDE É ISSO, PELO AMOR DE CRISTO?"
"O que é de onde?"
"Acabei de te contar; eu acabei de dizer. 'Que lixo!' Huh? De onde é isso?"
"Não faço a menor ideia do que..."
"Inferno! É de algum maldito filme de Bette Davis... algum maldito épico da Warner Brothers"
"Não me lembro de todos os filmes que..."
"Ninguém está pedindo para você se lembrar de cada maldito épico da Warner Brothers... apenas um! Um único épico! Bette Davis fica com peritonite no final...ela tem uma grande peruca preta que ela usa durante todo o filme e ela fica com peritonite, e ela é casada com Joseph Cotten ou algo assim..."
O historiador de cinema Raymond Durgnat observou que "o melodrama exasperado de Vidor ficou muito melhor após seu ressurgimento na peça melodramática Who's Afraid of Virginia Woolf?, de Edward Albee". A comediante Carol Burnett incorporou a frase em suas rotinas no "The Carol Burnett Show".

## Prêmios e homenagens
| Ano  | Cerimônia | Categoria            | Indicado    | Resultado | Ref.          |
| ---- | --------- | -------------------- | ----------- | --------- | ------------- |
| 1950 | Oscar     | Melhor trilha sonora | Max Steiner | Indicado  | [ 32 ] [ 33 ] |

O filme está listado no livro "The Official Razzie Movie Guide", de John Wilson, fundador do Framboesa de Ouro, como um dos 100 filmes ruins mais divertidos já feitos.
O filme é reconhecido pelo Instituto Americano de Cinema na seguinte lista:
- 2005: 100 Anos...100 Citações:
  - Rosa Moline: "What a dump!" – #62[35]